# ریتر (دهانه)
ریتر یک دهانه برخوردی در ماه‌ است.

## دهانه‌های اقماری
این دهانه ۳ دهانه اقماری دارد.
| Ritter | عرض جغرافیایی | طول جغرافیایی | قطر          |
| ------ | ------------- | ------------- | ------------ |
| C      | ۲.۸° N        | ۱۸.۹° E       | ۱۴.۰ کیلومتر |
| B      | ۳.۳° N        | ۱۸.۹° E       | ۱۴.۰ کیلومتر |
| D      | ۳.۷° N        | ۱۸.۸° E       | ۷.۰ کیلومتر  |